# Tati (album)
Tati è un album in studio del trombettista e compositore italiano Enrico Rava, pubblicato nel 2005.

## Tracce
Tutte le composizioni sono di Enrico Rava, eccetto dove indicato.

1. The Man I Love (George Gershwin) - 6:01
2. Birdsong (Paul Motian) - 2:19
3. Tati - 4:40
4. Casa di Bambola (Stefano Bollani) - 3:45
5. E Lucevan le Stelle (Giacomo Puccini) - 5:40
6. Mirrors - 5:56
7. Jessica Too - 3:57
8. Golden Eyes - 4:26
9. Fantasm (Motian) - 4:06
10. Cornettology - 6:36
11. Overboard - 3:09
12. Gang of 5 (Motian) - 4:07

## Formazione
- Enrico Rava - tromba
- Stefano Bollani - piano
- Paul Motian - batteria